# Super League (Belgien)
Die Super League ist die höchste Spielklasse im belgischen Frauenfußball. Sie wurde 2015 als Nachfolger der BeNe League, die vorher gemeinsame Liga der Topvereine aus Belgien und den Niederlanden war, gegründet.

## Geschichte
Die Liga wurde 2015 mit acht Mannschaften gegründet und wurde zwischenzeitlich auf zehn Teams erhöht. Die ersten beiden Spielzeiten gewannen die Damen von Standard Lüttich und seit 2018 heißt der Meister durchgehend RSC Anderlecht.

## Teilnehmer der Saison 2024/25
An der Saison 2024/25 nahmen die folgenden zehn Vereine teil:
| Verein              | Stadt      | Stadion                             |
| ------------------- | ---------- | ----------------------------------- |
| RSC Anderlecht      | Anderlecht | Belgian Football Center (in Tubize) |
| KRC Genk            | Genk       | SportInGenk Park                    |
| KAA Gent            | Gent       | PGB-Stadion (in Oostakker)          |
| FC Brügge           | Brügge     | Jan-Breydel-Stadion Terrain 4       |
| Oud-Heverlee Leuven | Löwen      | OH Leuven Banqup Academy            |
| Standard Lüttich    | Lüttich    | SL 16 Football Campus (in Angleur)  |
| KVC Westerlo        | Westerlo   | Het Kuipje                          |
| SV Zulte Waregem    | Zulte      | Gemeenelijk Sportstadion            |

## Meister
- 2015/16: Standard Lüttich
- 2016/17: Standard Lüttich
- 2017/18: RSC Anderlecht
- 2018/19: RSC Anderlecht
- 2019/20: RSC Anderlecht
- 2020/21: RSC Anderlecht
- 2021/22: RSC Anderlecht
- 2022/23: RSC Anderlecht
- 2023/24: RSC Anderlecht
- 2024/25: Oud-Heverlee Leuven

## Torschützenköniginnen
| Jahr    | Spielerin           | Verein              | Tore |
| ------- | ------------------- | ------------------- | ---- |
| 2015/16 | Jana Coryn          | Lierse SK           | 0019 |
| 2016/17 | Sanne Schoenmakers  | Standard Lüttich    | 0026 |
| 2017/18 | Ella Van Kerkhoven  | RSC Anderlecht      | 0027 |
| 2018/19 | Ella Van Kerkhoven  | RSC Anderlecht      | 0021 |
| 2019/20 | Sanne Schoenmakers  | Standard Lüttich    | 0012 |
| 2020/21 | Tessa Wullaert      | RSC Anderlecht      | 0038 |
| 2021/22 | Tessa Wullaert      | RSC Anderlecht      | 0027 |
| 2022/23 | Ella Van Kerkhoven  | Oud-Heverlee Leuven | 0022 |
| 2023/24 | Diljá Ýr Zomers     | Oud-Heverlee Leuven | 0020 |
| 2024/25 | Davinia Vanmechelen | FC Brügge           | 0016 |